# 二叔丁氧基乙炔
二叔丁氧基乙炔是一种有机化合物，化学式为(CH3)3COC≡COC(CH3)3。它是无色液体，是较常见的二烷氧基乙炔之一。其它大部分二烷氧基乙炔非常不稳定，如二甲氧基乙炔在0 °C下迅速聚合。二叔丁氧基乙炔可以通过多步反应由反式-2,3-二氯-1,4-二氧六环制备。它在苯中回流，可以定量转化为1,2,4-三叔丁氧基环丁烯-3-酮。它和臭氧反应，可以得到草酸二叔丁酯。